# Dama y obrero (2013)
Dama y Obrero é uma telenovela americana produzida e exibida pela Telemundo entre 24 de junho e 18 de outubro de 2013.
É um remake da telenovela chilena de mesmo nome, produzida em 2012.
Foi protagonizada por Ana Layevska e José Luis Reséndez e antagonizada por Fabián Ríos e Felicia Mercado. 

## Sinopse
Ignacia é uma jovem engenheira que trabalha em uma grande empresa de construção, que possui Thomas Villamayor, seu namorado. Eles têm muito tempo juntos, e finalmente decidem se casar, ainda que Ignacia desconheça o tipo de homem que Thomas realmente é. Dias antes do casamento eles tem uma briga muito forte, o que faz Ignacia decidir ir para fora da cidade por um tempo. É aí que ela conhece Pedro Perez , um homem aparentemente rico que faz com que ela se esqueça todos os seus problemas. A atração é imediata e mútua (amor à primeira vista). E que eles podem evitar isso , passar um fim de semana memorável e acabamento na tarde de domingo os dois são tão no amor com cada um como o outro. Mas Ignacia sabe o que está vivendo um sonho, um parêntese em sua vida. Então, na segunda de manhã, quando Peter acorda, ele encontra um bilhete ao lado dele. Ele Ignacia obrigado a todos, e sair sem um traço. Muito pelo que aconteceu, Ignacia volta para casa, onde Thomas esperando por uma nova posição na empresa, buscando-a perdoá-lo. Ela aceita e grande surpresa quando ele trata de construção, agora convertido em gerente de trabalho e é cara a cara com Pedro, um trabalhador simples, sem dinheiro nem grandes ambições. Ignacia e Pedro achar que apesar de ter toda a razão no mundo para não ser em conjunto, irão amar acima de preconceitos, diferenças e rejeição.

## Elenco
- Ana Layevska - Ignacia Santamaría Mendoza / Ignacia Molina Mendoza
- José Luis Reséndez - Pedro Pérez / Pedro Santamaría Pérez
- Fabián Ríos - Tomás Villamayor
- Felicia Mercado - Estela Mendoza de Santamaría
- Diana Quijano - Gina Pérez
- Mónica Sánchez-Navarro - Margarita Pérez
- Shalim Ortiz - José Manuel Correal
- Leonardo Daniel - Mariano Santamaría
- Sofía Lama - Mireya Gómez
- Tina Romero - Alfonsina Vda. de Mendoza
- Riccardo Dalmacci - Olegario Gómez
- Guillermo Quintanilla - Prudencio Aguilar
- Christina Dieckmann - Karina Cuervo
- Angeline Moncayo - Gemma Pacheco
- Kendra Santacruz - Isabel Jiménez García
- Álex Ruiz - Christopher Melquíades Godínez "Neto"
- Óscar Priego - Rubén Santamaría
- Lilian Tapia - Berta Suárez / Gina Pérez
- Carolina Ayala - Guadalupe "Lupita" Pérez
- Roberto Plantier - Ángel Jiménez García
- Rosalinda Rodriguez - Petra García
- Ernesto Faxas - Emilio Jiménez, "el Duro"
- Osvaldo Strongoli - Ernesto Villamayor
- Luis Gerardo López - Gerardo Vargas
- Héctor Fuentes - Enrique Molina
- Jose Alberto Torres C. - Detective Miguel Porras
- Patricia Ramos - Zafiro
- Victoria del Rosal - Candy/Alicia
- Marcia Jones Brango - Bárbara Camacho "Barbie"
- Álvaro Ardila - Lorenzo
- Alexander Torres - El Ratón
- Yaidan Lemus - Juancho

## Versões
- Dama y Obrero (2012-2013), uma telenovela chilena protagonizada por María Gracia Omegna, Francisco Pérez-Bannen, César Sepúlveda e Elisa Zulueta.

## Ligaçőes externas
- Site oficial (em castelhano)